# Maďarské povstání
Maďarské povstání, nebo také maďarská revoluce, bylo celonárodním povstáním proti sovětské diktatuře a okupaci Maďarské lidové republiky od 23. října do 10. listopadu 1956.
Po nepokojích v Československu (Plzeňské povstání), východoněmeckém povstání z roku 1953 o čtrnáct dní později  a povstání dělníků v Poznani v roce 1956 se jedná o v pořadí čtvrtý a největší násilně potlačený konflikt lidu s komunistickým režimem nebo přímo s okupační mocností v bývalých evropských satelitech SSSR.
Povstání vypuklo 23. října, kdy poklidná demonstrace solidarity s Polskem přerostla ve spontánní výbuch odporu obyvatelstva proti autoritářskému režimu. Ve večerních hodinách padly u budovy rozhlasu první výstřely. Od druhé hodiny ranní následujícího dne vyrazila sovětská vojska do budapešťských ulic. Došlo k prvním bojům mezi maďarskými povstalci a sovětskými okupanty. 25. října proběhla před budovou parlamentu obrovská demonstrace za odstoupení Ernőho Gerőa. Příslušníci tajné policie ÁVH ukrytí na střechách začali střílet do bezbranného davu. Imre Nagy později představil novou vládu, v níž figurovali i někteří bývalí vůdcové pravicové FKgP jako Zoltán Tildy a Béla Kovács. Dalšího dne 28. října označil povstání za „národně demokratické hnutí“ namísto kontrarevoluce. 30. října se sovětské jednotky začaly stahovat z hlavního města, zároveň se však sovětské velení tajně připravovalo na další ozbrojený útok. 31. října vedení Sovětského svazu rozhodlo o potlačení revoluce vojenskou cestou. Když byl Imre Nagy informován o aktivizaci sovětských jednotek, naléhal na OSN a 1. listopadu vyhlásil neutralitu Maďarska a vystoupení z Varšavské smlouvy. Za rozbřesku 4. listopadu začala ofenzíva proti hlavnímu městu. Zuřivé boje povstalců pokračovaly v Budapešti i v dalších městech asi týden. János Kádár přijel 7. listopadu, v čele své promoskevské vlády, na sovětských tancích do Budapešti. Boje trvaly až do 10. či 11. listopadu.
Po tři desetiletí bylo o tomto období v MLR zakázáno mluvit. Až koncem 80. let došlo ke změně. A v den výročí počátku protikomunistického Maďarského povstání 23. října 1989 byl předseda parlamentu Mátyás Szűrös zvolen prozatímním prezidentem a v pravé poledne z balkónu Országházu slavnostně vyhlásil svobodnou Maďarskou republiku (tzv. Třetí Maďarská republika), čímž skončil komunistický režim v Maďarsku.

## Symboly povstání
Nejdůležitějším a nejznámějším symbolem povstání se stala maďarská vlajka s vystřiženým státním znakem. MLR totiž od roku 1949 používala jako oficiální symbol takzvaný Rákosiho znak (Rákosi-címer), který odporoval heraldickým pravidlům a nevycházel z jakýchkoliv maďarských národních tradic, jako předešlé znaky. Navíc obsahoval rudou hvězdu a zkřížený zlatý klas a kladivo, tedy komunistické symboly.
Rákosiho znak, nenáviděný asi jako Mátyás Rákosi (po němž se znak jmenuje), byl právě proto vystřiháván ze státních vlajek a strháván, stejně jako rudé hvězdy, ze všech budov. Jeho nástupcem se stal tradiční maďarský symbol – Kossuthův znak (Kossuth-címer), který se v novodobém Maďarsku používal v obdobích demokracie v letech 1918 až 1919 a 1946 až 1949, kdy byl nahrazen právě Rákosiho znakem.

### Galerie

Státní vlajka Maďarska v letech 1949 - 1956
Vlajka s vystřiženým státním znakem
Rákosiho znak
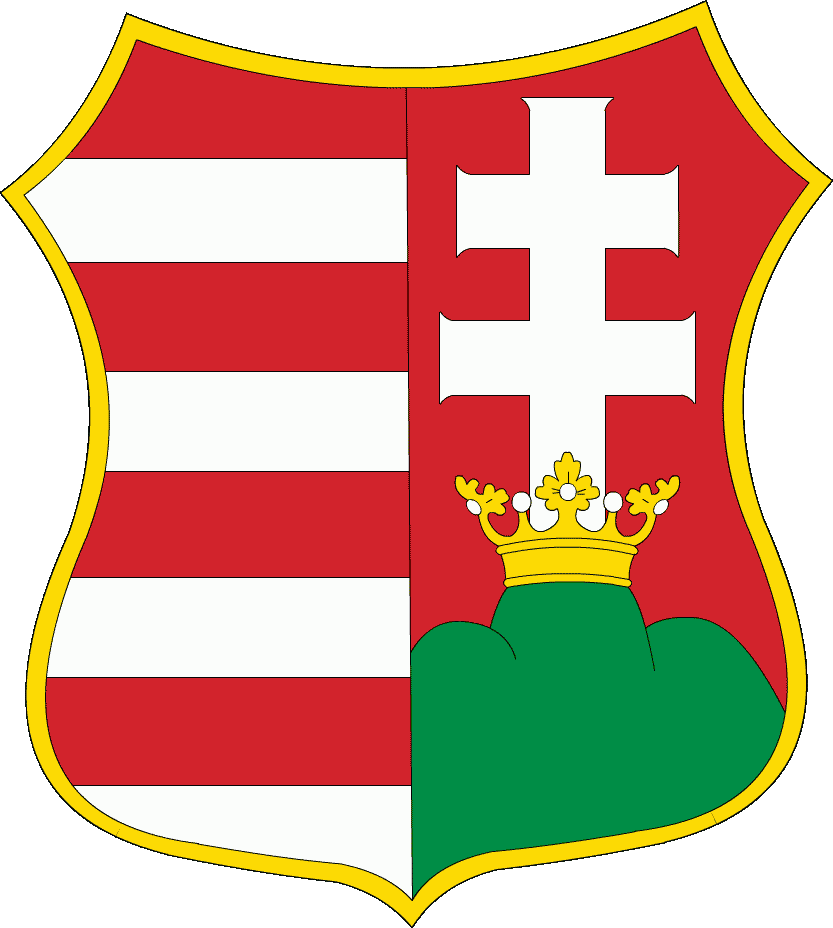
Kossuthův znak

## Předehra a mezinárodní souvislosti
Zákulisní šarvátky mezi moskevskými a reformními držiteli komunistické moci trvaly i po potlačení reformních snah Nagyovy vlády – od tzv. tání v Moskvě po Stalinově smrti v roce 1953 do nucené Nagyovy rezignace v dubnu 1955.
Imre Nagy reprezentoval první, i když vůči Moskvě ještě ohleduplný, pokus o větší samostatnost v nové vládě z roku 1953. Ale v roce 1955 veřejně mluvil o „možnosti Maďarska přijmout status neutrality podle rakouského vzoru“, než byla jeho vláda svržena promoskevskou vedenou Mátyáse Rákosim.
Po Chruščovově „tajném“ proslovu „O kultu osobnosti a jeho následcích“ v únoru 1956 byl ale 18. července promoskevský Rákosi zbaven předsednictví Maďarské strany pracujících (MDP) a nahrazen Ernő Gerőnem.
Také ukončení poválečné okupace Rakouska, a tím i obav ze zřízení dalšího sovětského satelitu na jeho území, a prohlášení rakouské samostatnosti v roce 1955 podpořilo snahy Maďarska o samostatnost a neutralitu.
Rákosiho rezignace přispěla k otevřenější veřejné diskuzi, aktivitě studentů, spisovatelů a žurnalistů. Ve veřejných „Petöfiho“ fórech s tisíci zúčastněnými se otevřeně diskutovalo o svobodném Maďarsku. Jedním ze symbolů byla i veřejná ceremonie 6. října 1956, přeložení ostatků László Rajka, popraveného Rákosiho režimem. V říjnu byl také rehabilitován Imre Nagy navrácením členství v MDP.

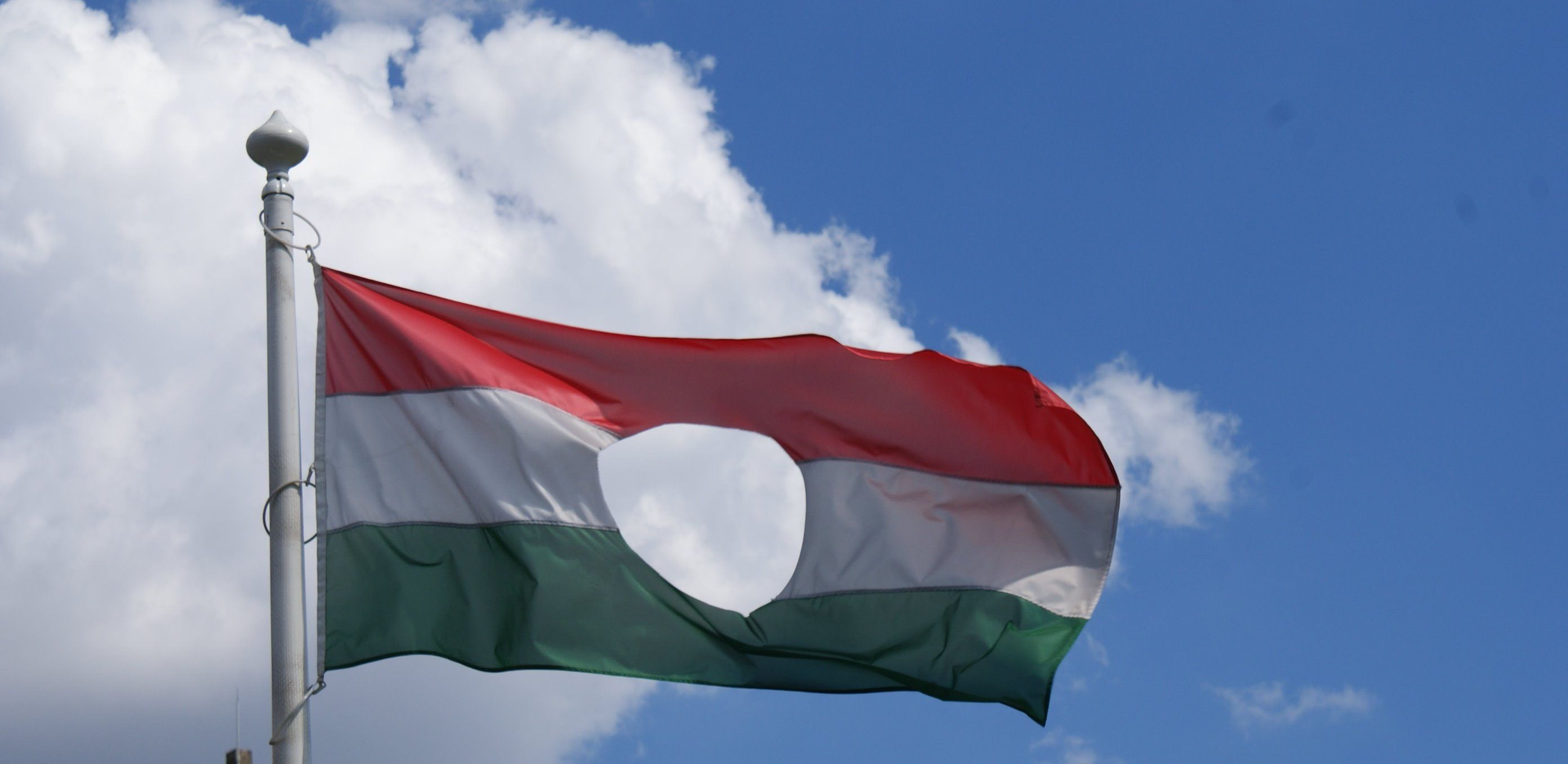
Maďarská vlajka s vystřiženým Rákosiho znakem

Zprvu násilně potlačené povstání dělníků v Poznani v červnu 1956 ale nakonec, po diskuzích polských držitelů moci, vedlo ke změnám komunistického vedení a k uvolnění útlaku v Polsku. Tak byl v říjnu jmenován krátce předtím rehabilitovaný Władysław Gomułka předsedou Polské sjednocené dělnické strany, a pověřen jednáním s Moskvou o snížení počtu sovětských vojsk a uvolnění hospodářských odvodů. Po intenzivních jednáních nakonec Moskva Gomułkovým reformním požadavkům 19. října ustoupila. Zprávy o těchto ústupcích a úspěších Poláků posílily naděje Maďarů na obdobné změny.
22. října studenti univerzity v Szegedu obnovili Svaz maďarských univerzitních a vysokoškolských studentů (MEFESZ), zakázaný v Rákosiho éře. Následovali studenti v Pécsi, Miskolci a Soproni. Krátce na to vydali studenti budapešťské polytechniky tzv. Šestnáct bodů.

## Začátek povstání (23. říjen)

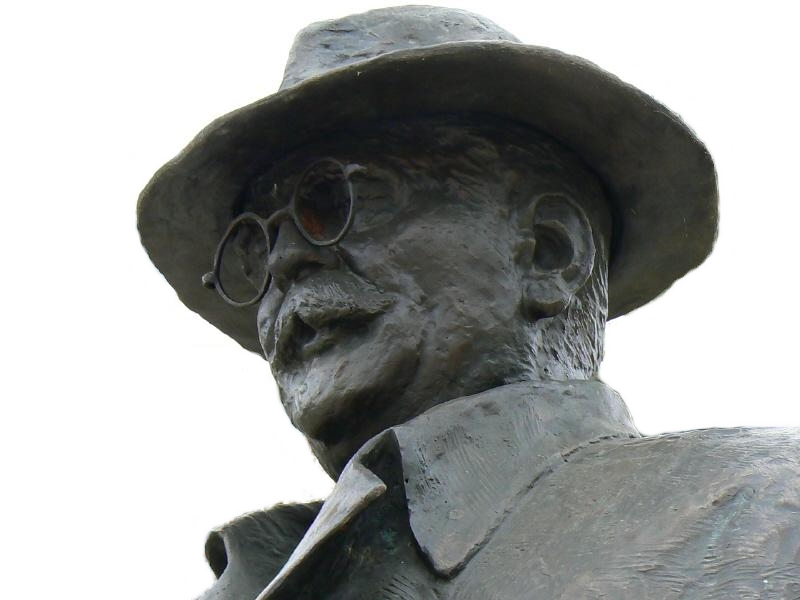
Imre Nagy

Dne 23. října se v Budapešti konala asi 200 tisícová demonstrace na podporu změn, ke kterým tehdy docházelo v Polsku. Dav se nejprve shromáždil u sochy maďarského revolučního básníka Sándora Petőfiho, kde bylo přečteno Šestnáct požadavků maďarských studentů, které byly sepsány členy MEFESZ, a poté byly zpívány národní písně, například Nemzeti dal, která 15. března 1848 odstartovala Maďarskou revoluci a boj za svobodu v letech 1848–1849. Studenti v manifestu požadovali vojenskou neutralitu, systém založený na demokratickém socialismu (pozemková reforma a společné vlastnictví výrobních prostředků), vstup Maďarska do OSN a všechny občanské svobody pro jeho obyvatele. Krátce na to se dav vydal k pomníku generála Józefa Bema hrdiny nejen polských povstání, ale též Maďarské revoluce 1848-49, (tedy osoby, která symbolizuje protirusky orientovanou polsko-maďarskou spolupráci). Manifestace přerostla ve spontánní výbuch odporu obyvatelstva proti komunistickému režimu. Zde došlo nejprve ke zhasnutí rudé hvězdy na střeše Országházu a poté k projevu Imre Nagye. Avšak obecný projev bývalého premiéra atmosféru příliš neuklidnil. Lidé proto začali zpívat „Himnusz“, od roku 1949 se totiž státní hymna hrála pouze v instrumentální verzi, jelikož její text se obrací k Bohu, což bylo pro komunistické vedení MLR nepřípustné.
Mezitím na Hősök tere došlo ke svržení 25 metrové sochy Stalina. Bylo zde možno vidět i milicionáře a funkcionáře MDP a muže pohraniční stráže. Asi stotisícový dav se sjednotil a křičel jako jedním hlasem: Svrhnout pomník! Rusáci domů, Rusáci domů! Demonstranti hodili silné ocelové lano na krk dvaceti pěti metrové sochy Stalina, jiní přijížděli s náklaďáky naloženými kyslíkovými bombami a hořáky na řezání kovu a věnovali se bronzovým botám. O hodinu později socha spadla z pilíře na Náměstí hrdinů, přičemž nikdo nebyl zraněn.
Zhruba ve stejnou chvíli se část studentů pokoušela dostat do budovy rozhlasu a nechat odvysílat své požadavky, takzvaných 16 bodů. Byli však zajati příslušníky ÁVH. Večer v rádiu promluvil tajemník Maďarské strany pracujících – Ernő Gerő, který označil demonstranty za nepřátele národa a fašisty. Krátce nato došlo k prvním výstřelům. Členové ÁVH začali střílet na demonstranty dožadující se propuštění studentů před budovou rozhlasu. Někteří demonstranti se zmocnili zbraní a došlo k první přestřelce. Na zem padly první oběti. Když poté v sanitkách přijely z ústředí ÁVH další posily, rozběsněný dav jim zbraně sebral. O několik hodin později už bojovníci dostávali zbraně nejen od sympatizujících policistů a vojáků, ale i z jiných arzenálů.
Zpráva o tom se rychle rozšířila a veřejné protesty se přenesly z Budapešti na celé Maďarsko.
V noci Ernő Gerő (předseda MDP) požádal Sovětský svaz o vojenský zásah. Zhruba ve stejnou chvíli byl Imre Nagy kooptován do politbyra a jmenován ministerským předsedou. Nějakou dobu ale trvalo, než se vedení strany vzpamatovalo z nastalého zmatku, a proto se designovaný ministerský předseda ujal funkce až ráno následujícího dne 24. října.

## První sovětská invaze (24. říjen)
Na rozkaz sovětského ministra obrany vstoupila 24. října od druhé hodiny ranní sovětská vojska do ulic Budapešti. Dlouhé řady tanků T-34 se zaklapnutými věžičkami projížděly městem a střílely do všeho, co bylo osvětlené. Došlo k prvním bojům mezi maďarskými povstalci a sovětskými okupanty, které podporovala tajná policie ÁVH. Maďaři se proti po zuby vyzbrojeným vojákům odhodlaně bránili vším možným. Nejúčinnější zbraní proti sovětským tankům se staly Molotovovy koktejly. Mnoho povstalců také získalo zbraně z kasáren a policejních stanic, kde jim je i častokrát vojáci či policisté (podřízení komunistickému vedení) sami vydali. Imre Nagy, již jako předseda vlády, vyhlásil stanné právo a zákaz vycházení. Ale odmítl nasadit ÁVH proti narušitelům tohoto rozkazu, jak požadoval nově dosazený vojenský výbor. Sovětský vpád byl dočasně úspěšný. Odpor však pokračoval a další den se situace začala měnit.

## Masakr před parlamentem (25. říjen)

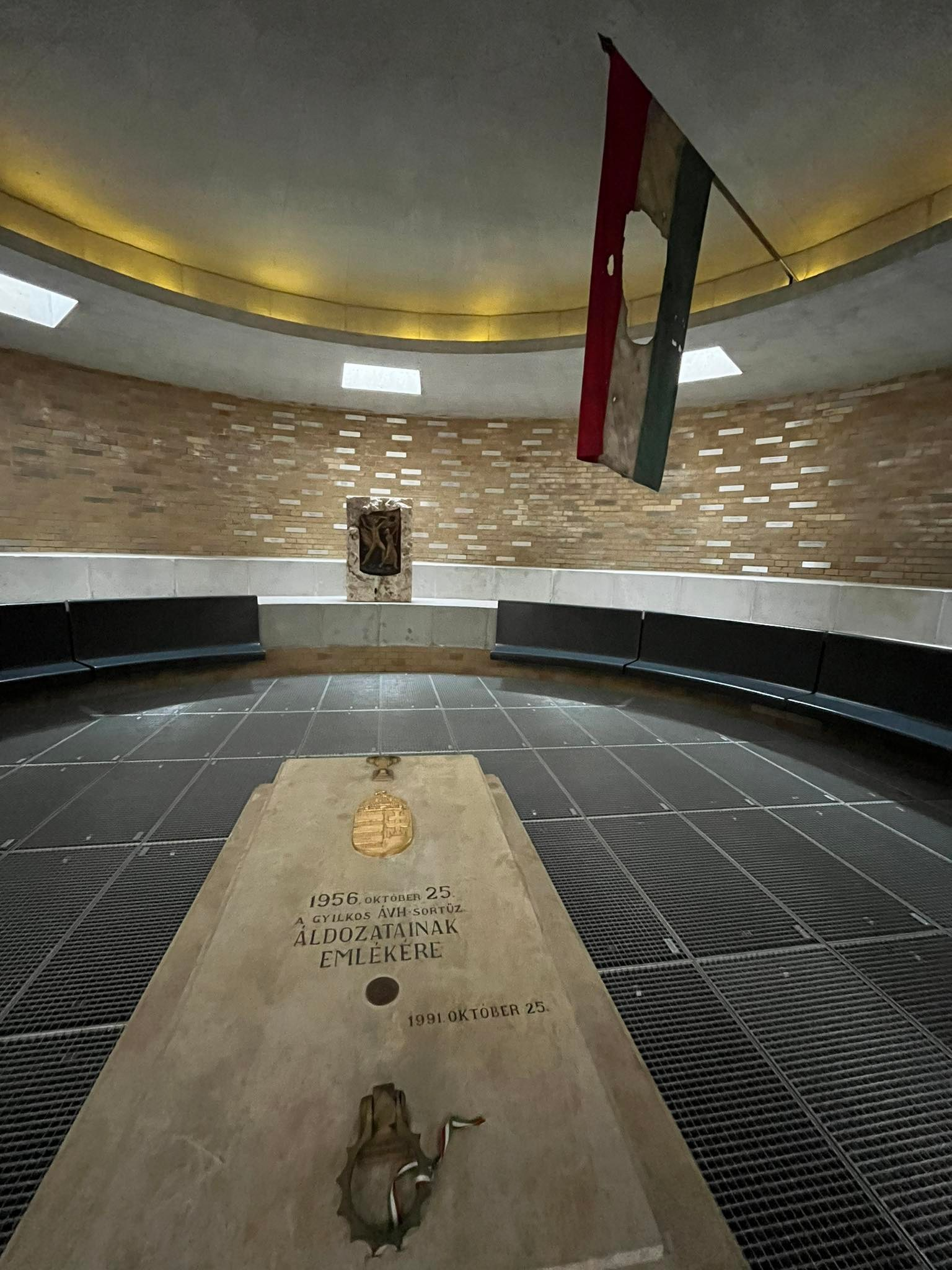
Památník připomínající zemřelé během bojů 25. října 1956.

Dne 25. října došlo před budovou parlamentu k obrovské demonstraci. Několikatisícový dav se pokojně dožadoval demise předsedy MDP – Ernő Gerőa. Avšak příslušníci tajné policie ÁVH ukrytí na střechách začali do demonstrujícího davu střílet. Zmatené posádky sovětských tanků se ke střelbě rovněž připojily. Zahynulo více než 200 lidí, zraněno bylo více než 300 lidí. Masakr zvedl novou vlnu emocí, zejména když z některých župních měst dorazily informace o podobných událostech. Téměř nikoho už v té chvíli nezajímala zpráva o odvolání Gerőa a jeho nahrazení Jánosem Kádárem. Začal totiž obrovský hon na členy ÁVH a jejich následné lynčování a mučení. ÁVH byla tak nenáviděná, že každý její příslušník, který byl povstalci chycen, byl následně zabit, často pověšením na lampy veřejného osvětlení a do úst jim byly nacpány bankovky na znamení toho, že tito tajní policisté vydělávali mnohem více peněz než všichni ostatní.

## Poslední říjnové dny

Události z Maďarska v roce 1956

I přes odstoupení Ernő Gerőa boje nadále pokračovaly a povstání se rozšiřovalo i do jiných měst. Jednotky maďarské lidové armády přecházely na stranu povstalců a komunistický režim se začal hroutit. Stranické organizace a jí podřízená místní správa se začala rozpadat, a jejich pravomoci přebíraly nově vznikající revoluční výbory a rady.
Imre Nagy se musel rozhodnout, zda potlačit povstání sovětskými tanky, nebo se přidat na stranu revoluce a vytvořit nezávislé Maďarsko. Příští den 27. října se rozhodl pro druhou alternativu. Představil svou novou vládu, v níž figurovali i někteří bývalí vůdcové pravicové FKgP jako Zoltán Tildy a Béla Kovács.
O den později 28. října prohlásil premiér Nagy povstání za „národně demokratické hnutí“ a ne jako kontrarevoluci. Dále uznal nově vzniklé revoluční orgány a slíbil amnestii všem, kteří byli kvůli povstání zatčeni, rozpuštění ÁVH a okamžité stáhnutí sovětských vojsk ze země. Vláda se u moci udržela jen deset dní, neměla tak dostatek času na detailní upřesnění své budoucí politiky. Nicméně noviny v té době zdůrazňovaly, že by se Maďarsko mělo stát „neutrální, politicky pluralitní sociální demokracií“.
Dne 30. října se sovětské jednotky začaly stahovat z hlavního města, zároveň se však sovětské velení tajně připravovalo na další ozbrojený útok. Z povstaleckých skupin se začala formovat Národní garda. Imre Nagy nadále jednal se Sověty, mimo jiné o vytvoření politického pluralistického systému. K tomu přispěla i transformace staré MDP na novou stranu MSZMP – Magyar Szocialista Munkáspárt (Maďarská socialistická dělnická strana), ale mimo to svou činnost obnovily i staré koaliční strany z období Druhé Maďarské republiky. Týden od začátku revoluce se začala situace pomalu zklidňovat.

### Ohlasy povstání v Polsku
Mezitím se v mnoha polských městech objevovaly letáky s výzvami solidarity s Maďary a byly organizovány manifestace na jejich podporu. Po celém Polsku se také konaly sbírky peněz, léků a také akce dárcovství krve pro revoluční Maďarsko.

### Mezinárodní situace
Revoluční a politický vývoj v Maďarsku se nelíbil představitelům Sovětského svazu, kteří tajně připravovali vojenský zásah. Potřebovali však ujištění západních mocností, že se nebudou do situace v Maďarsku vměšovat, čemuž se Sovětům dostalo. Právě probíhala Suezská krize, kdy došlo ke společné intervenci vojsk Spojeného království, Francie a Izraele do Egypta, který podporoval Sovětský svaz. Rusové byli ochotni setrvat v pasivitě na Blízkém východě, když se jim dostane ujištění, že západní státy nezasáhnou do vývoje v Maďarsku. Taková dohoda byla uzavřena 30. října.
USA ani nevyužily možnost spojit obě události v jedno hlasování na půdě OSN. Jediné, co bylo nakonec podniknuto, bylo hlasování Valného shromáždění OSN, které odsouhlasilo požadavek na stažení sovětských vojsk.

### Rozhodnutí SSSR
Na zasedání sovětských vůdců dne 31. října došlo k zásadnímu rozhodnutí, kdy bylo rozhodnuto o potlačení revoluce (dle Sovětů kontrarevoluce) za pomocí armády. Vypracováním plánu na potlačení maďarského povstání byl pověřen maršál Žukov, tehdejší sovětský ministr obrany. Maršál Ivan Stěpanovič Koněv (vrchní velitel ozbrojených sil Varšavské smlouvy) dostal volnou ruku k vypracování plánu pro operaci Vichr, někdy také nazývána operace Smršť, která byla definitivně schválena 2. listopadu.

## Vyhlášení neutrality (1. listopad)
Když byl Imre Nagy informován o aktivizaci sovětských jednotek, naléhal na OSN, aby se začala zabývat „maďarskou otázkou“. Dne 1. listopadu vyhlásilo Maďarsko (podle rakouského vzoru) neutralitu a vystoupení z Varšavské smlouvy.
Předseda strany János Kádár, poté co uvítal vyhlášení neutrality, opustil vládní ústředí a odebral se na velvyslanectví Sovětského svazu, odkud byl rychle převezen do Moskvy. Sovětskými vůdci byl vybrán, aby jim pomáhal udržovat MLR v kurzu, který by byl pro SSSR přijatelný.
Následně došlo k předstíranému vyjednávání sovětského velení v Budapešti, jež skončilo zatčením Nagyova nového ministra obrany, generála Pála Malétera, který byl v roce 1958 spolu s Imre Nagyem popraven.

## Druhá sovětská invaze (4. listopad)

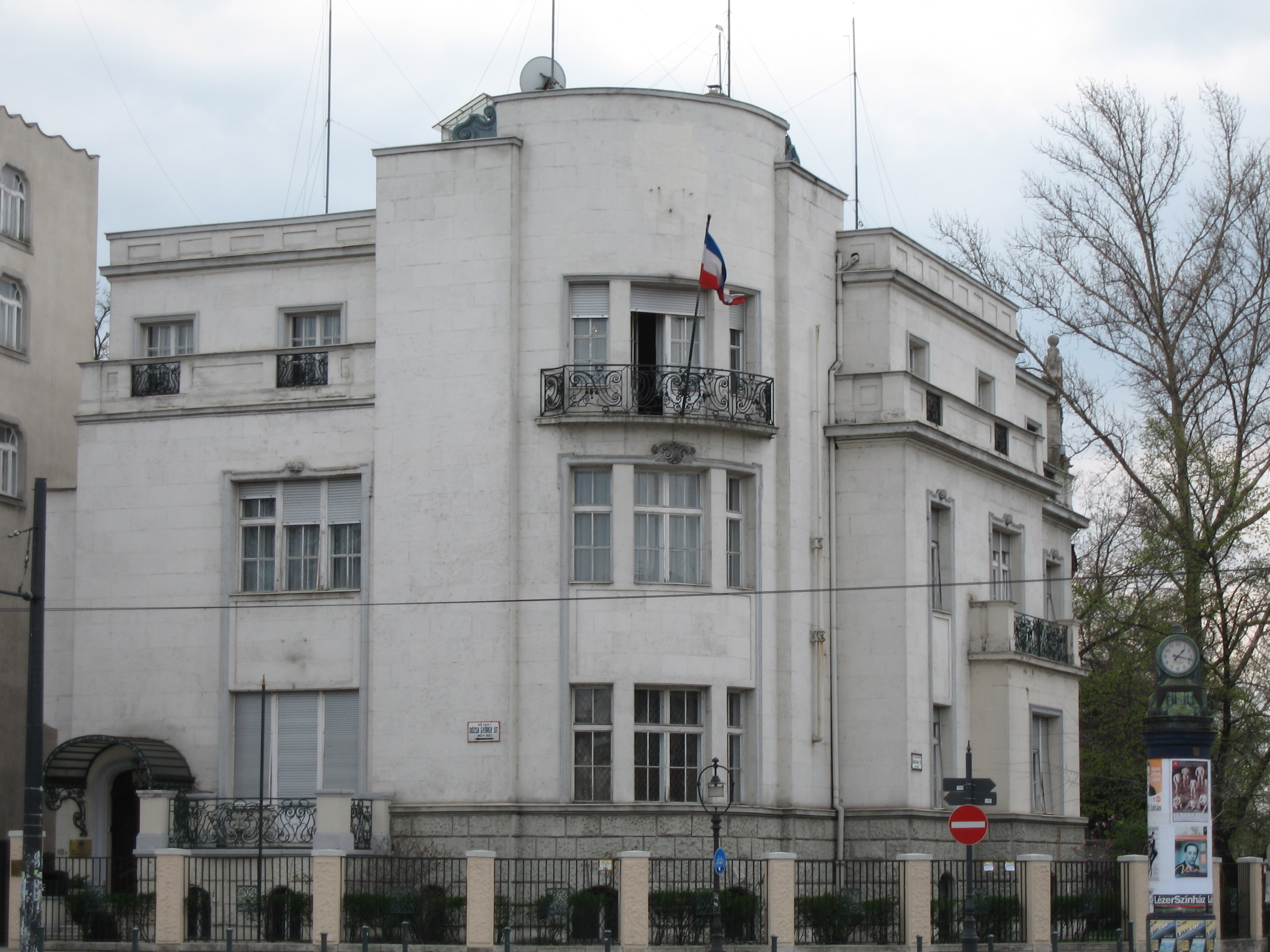
Velvyslanectví Jugoslávie

Za rozbřesku 4. listopadu začala ofenzíva proti hlavnímu městu. Maďarská armáda sice odpor nekladla, ale boje povstalců pokračovaly v Budapešti i v dalších městech asi týden.
Hned ráno se ozvala dvě rozhlasová vysíláni. První bylo Nagyovo volání o pomoc jménem revoluční vlády. Poté se Imre Nagy a vedoucí představitelé někdejší stranické opozice odebrali na jugoslávské velvyslanectví. Druhé vysílání bylo ze sověty obsazené vysílací stanice v Szolnoku, odkud János Kádár vyzýval jménem nově utvořené dělnicko-rolnické vlády k boji proti kontrarevoluci po boku sovětské armády.

## Šest dní bojů

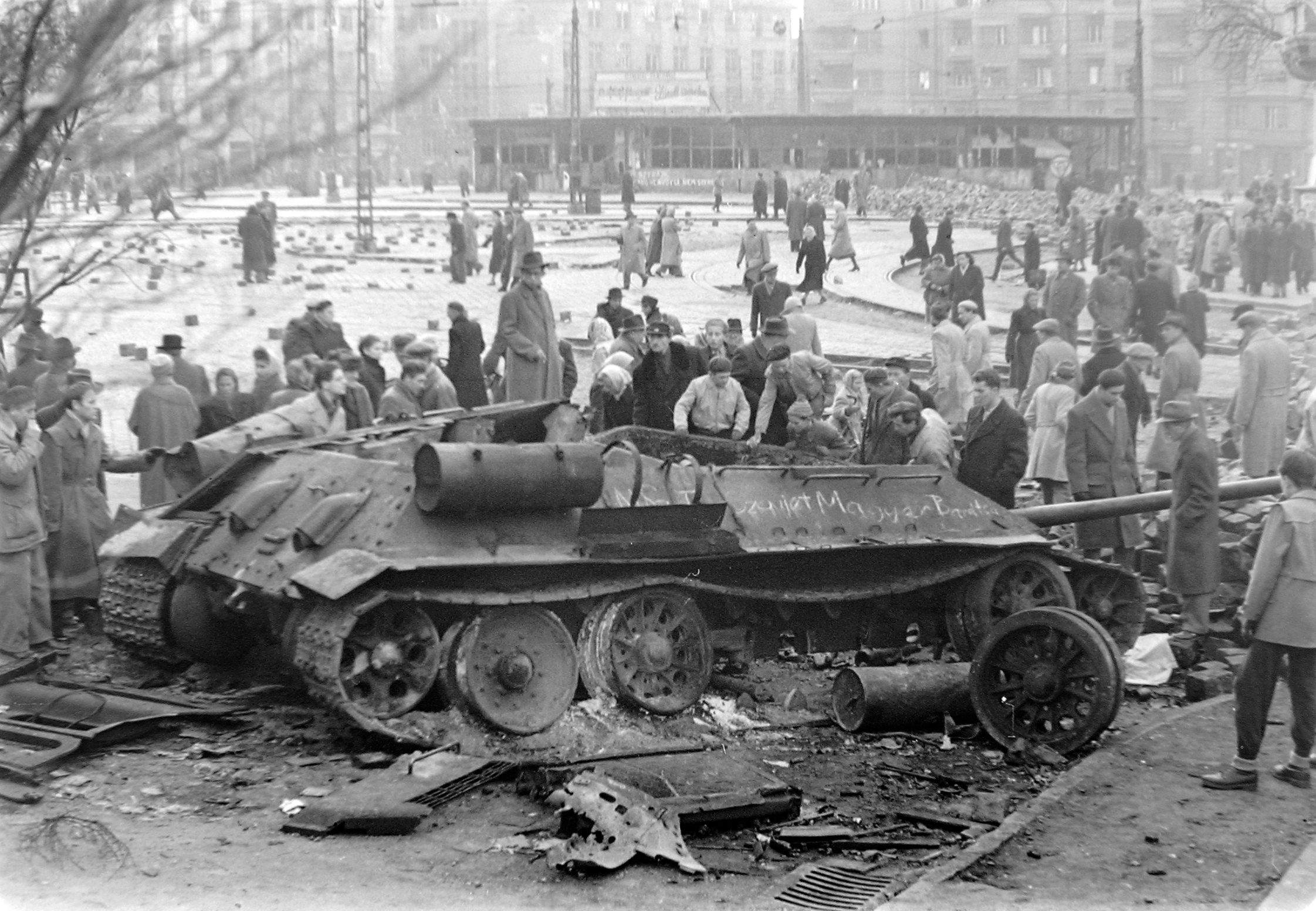
Zničený sovětský tank T-34/85

I přesto se po celé zemi rozpoutaly prudké boje. Síly obou stran byly značně nevyrovnané, zatímco Sověti měli skvělou výzbroj a podporu letectva, Maďaři stojící na straně povstalců bojovali všemi prostředky, které mohli sehnat, bez jakékoliv podpory. V hlavním městě padlo kolem 2 500 osob a po celé zemi ještě 3 000 dalších. Dále bylo více než 16 tisíc lidí zraněno. Jako odvetu za zápalné láhve sovětské pancéřové jednotky rovnaly se zemí domy, ze kterých docházelo k útokům, v rámci čehož bylo poničeno značné množství čtvrtí převážně v dělnických oblastech. A pro dobytí Budapešti musela sovětská vojska dokonce nasadit i tehdy nejmodernější proudové stíhačky MiG-15.
János Kádár přijel 7. listopadu, v čele své promoskevské revoluční dělnicko-rolnické vlády, na sovětských tancích do Budapešti.
Boje trvaly až do 10. či 11. listopadu, místy až do 15. listopadu. Krátce na to začaly vlny zatýkání.

## Porevoluční události
János Kádár byl zpočátku nejnenáviděnějším mužem v Maďarsku a nová vláda byla naprosto izolována v nepřátelské zemi dobyté cizí armádou. I přesto, že Kádár neměl nejprve představy o porevolučním uspořádání Maďarska, nechal tvrdě potlačit poslední zbytky svobody.
Dne 22. listopadu byl za pomocí lsti Imre Nagy, který pobýval na jugoslávském velvyslanectví, vylákán ven a okamžitě zatčen sovětskými policejními orgány vedenými osobně Ivanem A. Serovem, tehdejším šéfem KGB, a ihned přepraven do Rumunské lidové republiky, odkud byl následně vrácen zpět do MLR.
Dále byly zrušeny veškeré revoluční výbory a policejní salvy zabily sto demonstrantů v Salgótarjánu, Miskolci a Egeru. A 3. prosince sice došlo k oficiálnímu rozpuštění tajné policie ÁVH, ale její členové mohli vstupovat do jiných ozbrojených složek.
Dne 6. prosince 1956 v rámci letních olympijských her v Melbourne se konal zápas vodního póla Maďarska proti SSSR známý pod přezdívkou Melbournská krvavá lázeň. Kvůli výtržnostem byl zápas předčasně ukončen, minutu před uplynutím stanovené hrací doby. Maďaři zvítězili 4:0 a následující den, po vítězství nad Jugoslávií 2:1, obhájili titul olympijských vítězů.

### Počet obětí
Celkový počet obětí povstání nelze přesně vyčíslit. Přinejmenším se jedná o tisíce až desetitisíce. Podle některých historiků se jedná až o statisíce, s tím, že nová maďarská komunistická vláda nechala většinu důkazů zničit, aby se toto povstání, podle jejich názoru kontrarevoluce, nedalo považovat za celonárodní hnutí.[zdroj⁠?!]
S příchodem normalizace navíc došlo k emigraci 200 až 300 tisíců Maďarů na Západ. A další stovky až tisíce byly následně mučeny a popraveny.

## Maďarská „normalizace“
Do ledna 1957 nová prosovětská Kádárova vláda potlačila poslední zbytky svobody a začaly čistky. Byly zavedeny mimořádné soudy. Ty sice postihovaly obě strany, jak stalinisty a rákosisty, tak povstalce a revolucionáře, ale značně odlišným způsobem. Zatímco hlavní viníci jako Mátyás Rákosi nebo Ernő Gerő nebyli nikdy pohnáni před soud, považovala se účast na povstání téměř za hrdelní zločin.
Celkem 35 000 žalob mělo za následek 22 000 trestů odnětí svobody, a 229 rozsudků smrti, ale ve skutečnosti bylo popraveno více než 350 osob. Dále bylo asi 13 000 lidí posláno do znovu otevřených internačních táborů bez jakéhokoli zákonného postupu. Došlo také k obrovské emigraci 200 až 300 tisíců lidí, mezi nimiž bylo i mnoho významných osobností. Mnoho těch co zůstalo, bylo souzeno. Mezi nimi byl Árpád Göncz, po roce 1989 první prezident Maďarské republiky.

### Proces s Imre Nagyem

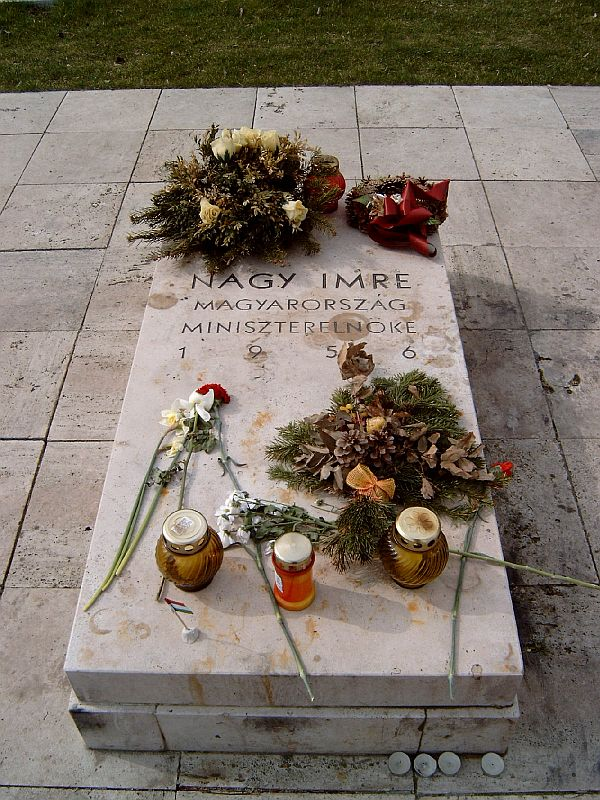
Náhrobek Imre Nagye

Pro samotného Kádára měl největší význam vykonstruovaný proces s Imre Nagyem a jeho spolupracovníky, který se konal ve dnech 9. a 15. června 1958 za zavřenými dveřmi. Všichni byli shledáni vinnými ze spiknutí, jehož cílem bylo svrhnout lidově demokratický režim a odsouzeni k trestu smrti. Bývalý premiér Imre Nagy, jeho poradce Miklós Gimes a ministr obrany Pál Maléter byli popraveni 16. června 1958. Ostatní vládní spolupracovníci byli uvězněni. Těla popravených byla bez pohřbu umístěna na Novém veřejném hřbitově, parcela 301, kde odpočívá mnoho představitelů a bojovníků Maďarského povstání.

## Třicet let zakázané téma
Po tři desetiletí bylo v Maďarsku zakázáno mluvit o tomto období. I přes Kádárův tzv. Gulášový komunismus (také Kádárismus), který znamenal poměrně liberální komunistický režim s dovoleným soukromým sektorem.

### Pád komunismu
Doba dalšího politického „tání“ nastala v MLR až ve druhé polovině 80. let. Od roku 1988 uvnitř samotné MSZMP sílily reformní tendence. Na jarním sjezdu strany překvapivě posílila moc reformistů, kteří požadovali odchod Kádára. Ten byl 22. května 1988 odvolán z funkce Generálního tajemníka MSZMP a nahrazen Károly Grószem. Dne 24. listopadu se novým premiérem stal Miklós Németh. V lednu 1989 došlo k rozhodnutí ústředního výboru MSZMP, inspirované Imre Pozsgaym, které potvrdilo, že Maďarské povstání v roce 1956 nebylo kontrarevolucí, nýbrž lidovým povstáním.

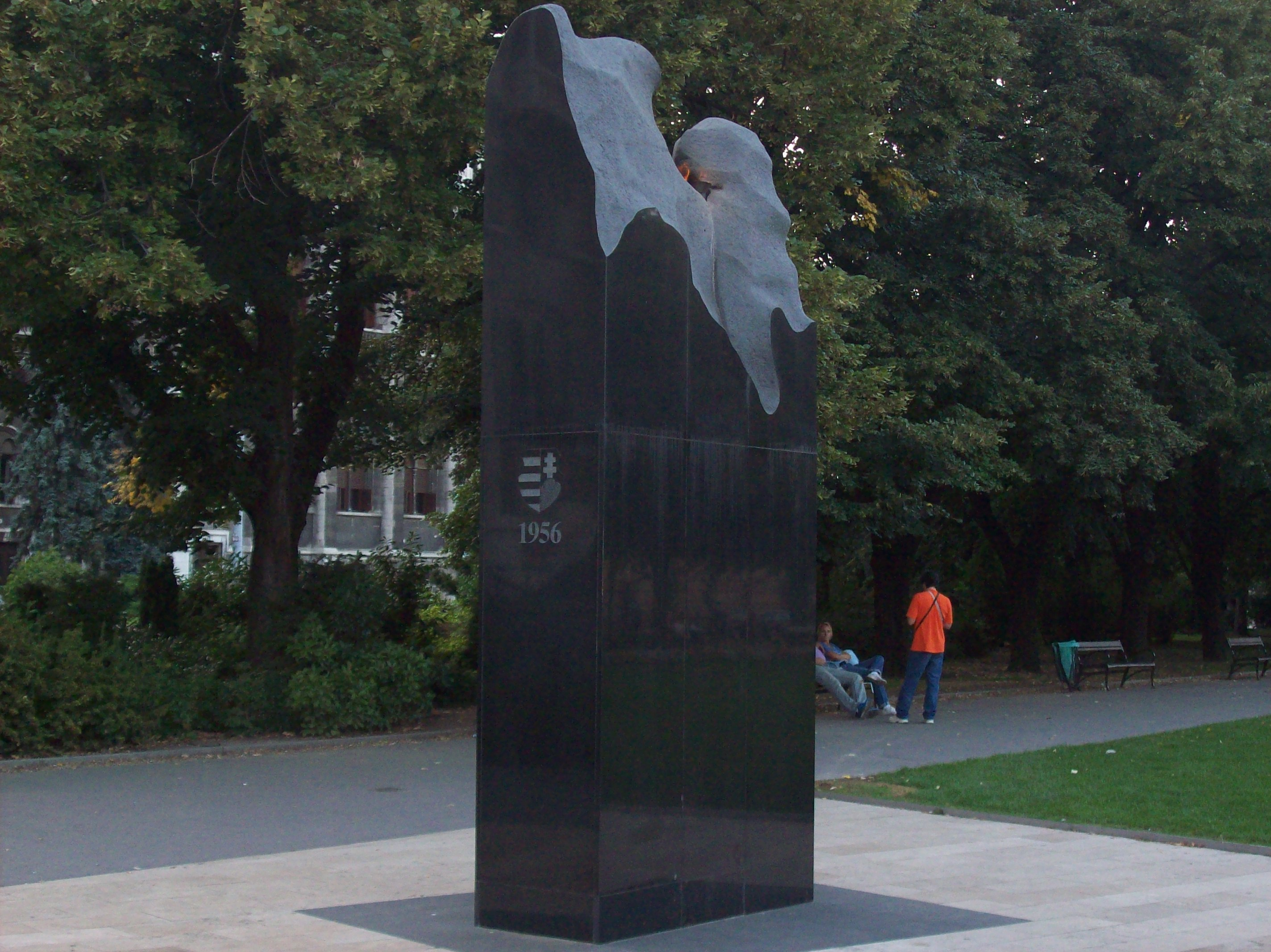
Památník Maďarského povstání poblíž Országházu v Budapešti

Přesně 31 let od popravy dne 16. června 1989 se v Budapešti na Náměstí Hrdinů za účasti 300 000 lidí konal jedenáctihodinový pohřeb Imre Nagye a dalších zavražděných vůdců, včetně prázdné rakve symbolizující všechny neznámé bojovníky z povstání. Na tomto pohřbu vystoupil pozdější premiér, v té době mladý vysokoškolský student Viktor Orbán (Fidesz) se svým projevem, ve kterém otevřeně prohlásil, že je nutné jednat o stažení sovětských vojsk z Maďarska a skoncovat s komunismem. Za svá slova sklidil bouřlivý potlesk. Tento akt se stal symbolem rozbřesku nové maďarské éry.
János Kádár zemřel dne 6. července 1989, paradoxně ve stejný den, kdy byl oficiálně rehabilitován Imre Nagy, kterého nechal v roce 1958 popravit. Ve chvíli, kdy maďarský Nejvyšší soud oznamoval verdikt o rehabilitaci Nagye, vstoupil do místnosti neznámý muž a řekl: „Kádár je mrtvý.“
V den výročí počátku protikomunistického Maďarského povstání 23. října 1989 byla uzákoněna změna ústavy. Téhož dne byl předseda parlamentu Mátyás Szűrös zvolen prozatímním prezidentem a v pravé poledne z balkónu Országházu slavnostně vyhlásil svobodnou Maďarskou republiku (Třetí Maďarská republika), čímž skončila komunistická vláda v Maďarsku. Krátce poté byla z budovy parlamentu odstraněna rudá hvězda. A 23. říjen byl prohlášen státním svátkem.
V prosinci 1991 se v preambuli smlouvy rozpadající se Sovětský svaz pod Michailem Gorbačovem a nové Rusko, zastoupené Borisem Jelcinem, oficiálně omluvilo za sovětské akce z roku 1956 v Maďarsku.

## Osobnosti
- Antal Apró – ministr, člen Vojenského výboru MDP
- István Csurka – antikomunistický dramatik, spisovatel, poslanec 1990 až 1994 a 1998 až 2002
- István Dobi – předseda Prezidiální rady MLR v letech 1952 až 1967
- Ernő Gerő – ministr vnitra, generální tajemník MDP
- Miklós Gimes – novinář a politik, odsouzen k trestu smrti a popraven v roce 1958
- Árpád Göncz – odsouzen na doživotí, prezident v letech 1990 až 2000
- Gyula Horn – bojovník proti povstání, premiér v letech 1994 až 1998
- János Kádár – státní ministr, po potlačení povstání premiér a generální tajmeník MSZMP
- Pál Maléter – ministr obrany, odsouzený k trestu smrti a popraven v roce 1958
- Péter Mansfeld – povstalec, nejmladší odsouzený k trestu smrti, popraven 1959
- Ferenc Münnich – premiér po potlačení povstání
- Imre Nagy – ministr, premiér behěm povstání, odsouzen k trestu smrti a popraven v roce 1958
- Mátyás Rákosi – expremiér a bývalý generální tajemník MDP
- Zoltán Tildy – exprezident, bývalý předseda FKgP
- Mária Wittner – povstalkyně, odsouzená k trestu smrti, poslankyně v letech 2006 až 2014 za stranu Fidesz